# Натухайцы
Натуха́йцы (самоназвание — адыгэ, нэтыхъуай) — этнографическая группа (субэтнос) адыгов, ныне в основном проживающая в диаспоре (преимущественно в Турции). На исторической Родине, остались в основном в ауле Натухай (Тахтамукайский район Адыгеи).

## Общие сведения
До окончания Кавказской войны и последовавшей депортации, историко-географическая область Натухай — была одной из самых густонаселённых областей Черкесии, и занимала земли от устья реки Кубань (на севере) до современного территория Туапсинского района (на юге).
В настоящее время, натухайцы проживают в ауле Натухай и дисперсно в разных населенных пунктах Республики Адыгея и за её пределами, в том числе за пределами России.
Небольшое количество натухайцев сейчас живёт в Израиле (см. Израильские черкесы).
Максидов, Анатолий Ахмедович писал, : «в обстоятельном исследовании А. Ю. Чирга отмечается тесная связь между вовлеченностью населения черкесского побережья в торговые операции с купеческими домами Анатолии и тем, какие внешнеполитические приоритеты характеризовали курс западно-адыгских земель — Натухая, Шапсугии, Убыхии и Абадзехии»
Если адыги (под разными этнонимами) были известны древним историкам и этнографам ещё до нашей эры, то адыгское племя (субэтнос) натухайцев стало известно выделяться только в XVII веке.

## Упоминания в литературе и исторических документах
1762 год — Пейсонель М. просто указал племя «Натухай» в списке черкесских племен.
1823 год — Русский историк Кавказа Броневский, Семён Михайлович в своем описании «Область черкесов» написал —

«Натухажцы или правильнее нахт-окаже, — сильное колено, живут на нижнем скате Черных гор, частью примыкающих к Чёрному морю повыше Анапы и частью подающихся на севере до Кубани. Земли их сопредельные с Большою Абхазиею, начинаются в 20 вестах на юг от Суджук-Кале (Новороссийск) по западной стороне Кавказа и по берегам Чёрного моря, простираясь во внутренность гор около 100 верст по следующим речкам: Атакум (здесь живёт род Куйчука), Бакан (Харзеков род), Цемес. В горах, идущих на север до Кубани, земли натухажей простираются вдоль по сей реке на 40 верст расстояния с запада на восток по следующим речкам: Тазипш (здесь живёт Щубаков род, имеющий старшину Навруза), Джуп (род Газан-Шукши), Прибебс (род Ислам-Шукши), Щупш (тот же род), Непиль (деревни старшины Шумако-Кашо), Псиф (прежде здесь был город темиргойского владельца по имени \Синд-гир\ Шанджир), Кудако (деревни родов: Немера, При-Мурзы и Шупаш-Хаши). Натухажи состоят во вражде со всеми своими соседями, кроме жанинцев.»
В 1837 году — генерал-лейтенант русской службы Бларамберг, Иван Фёдорович, выполняя задание Российского правительства составил «Историческое, топографическое, статистическое, этнографическое и военное описание Кавказа», ч. 1-3. 1836 (Центральный государственный архив. ВУА, дело № 18508)), в котором написал —

«Натухайцы (Natchkwadja, Nathoukaitch) расселены от побережья Чёрного моря и устья реки Кубань на восток до маленькой речки Небеджея (Nebedjeia), берущей начало в горах Маркотх (Markotkh), от её истоков до впадения справа в Атакуй и вдоль её левого берега до Кубани. Их долины окружены скалами и покрыты редким лесом. Земледелие у этого племени развито незначительно, зато благодаря своим прекрасным пастбищам они имеют возможность больше заниматься скотоводством. Беспрерывные войны, которые они ведут, и их склонность к разбою оставляют им мало времени для того, чтобы заниматься хозяйством. Мы уже говорили о том уважении и почитании, которыми пользуются княжеские семейства у горцев вообще; У натухайцев это — князья Тлестан и Джангерий — Tlestan, Djangheri. Что касается остальных черкесских племен, то в силу демократического устройства власти у них имеются лишь старейшины. У натухайцев — семейства: Супако Soupako

В 1795 или 1796 году натухайцы, шапсуги и абедзехи избавились от гнета своих князей и узденей и создали демократические органы власти. Князья этих трех народностей при поддержке бжедугских князей из племени хамышей предприняли попытку удушить эту революцию, но успеха не имели и отправили к императрице Екатерине посольство с просьбой оказать помощь против своих мятежных подданных. Послами этими были хамышский князь Бачарей и шапсугские князья Султан-Али и Девлет-Герей. Последний умер в Москве, а двое других возвратились в страну, имея разрешение взять в Черномории одну пушку и сотню казаков для совместных действий с их сторонниками против восставших. Битва, которая состоялась вблизи от речки Афипс в местечке, именуемом Бжиок, обернулась поражением для мятежников, но, даже потеряв шестьсот человек, шапсуги не смирились и остались свободными, так же как натухайцы и абедзехи, и таким образом власть их князей была навсегда уничтожена. С тех пор шапсуги питают непримиримую ненависть к семейству Шертлук, к которому принадлежали послы Девлет-Герей и Султан-Али. Этот последний, будучи изгнан вместе со своими сторонниками, вновь отправился в Санкт-Петербург в период правления императора Павла I просить покровительства, и ему, а также детям умершего в Москве Девлет-Герея было разрешено обосноваться в Черномории.»
1837 год Султан Хан-Гирей написал — «Племя Натухайское. Граничит к востоку с шапсугами, к северу с Таманским полуостровом, к югу с Чёрным морем, к юго-востоку (где живут смешанно с шапсугами) — с абхазцами. Дворянские роды, или фамилии: Впако, Дхге, Куйцикко, Зжьэ, Кази, Деде, Тайхо, Меко, Керзеде, Дрфе.»
1857 год Люлье, Леонтий Яковлевич написал — «Ноткуадж (натухай). Это племя живёт в горах и на равнинах, окрестных крепости Анапе.
Начиная от границы шапсугов, следующие речки, протекая в долинах по направлению к Кубани, теряются в болотах или впадают в Кубань и лиманы:
1) Адекум, с притоками: Неберджай, Атекай, Бакан, Гешепсин; 2) Кудако; 3) Псифь; 4) Непитль; 5) Копе;6) Псебебс; 7) Шегуо (Шуго); 8) Чекупсь (Чикубс); 9) Шекон; 10) Напсухо; 11) Востигай (Гостюгай); 12) Сюмай; 13) Унепхахурай; 14) Тазюипшь.
Следующие речки вытекают из гор и впадают в р. Бугур (Анапка), имеющую исток в море: Ку-матир, Копеса, Китлемидж, Псекиаха, Мезкиага (Мескаго), Декос (Докос), Бенепсин, Шимь, Бидь, Цеокай.
В земле натухажцев, следуя к югу, есть и следующие реки, стекающие в Чёрное море: 1) Хендерий, 2) Сукхо, 3) Дирсюе, 4) Озерейк, 5) Мисхаки, 6) Цемез (Кутлешхуо), 7) Дооб, 8) Ашампе.»
1871 год — после Русско-Кавказской войны, русский генерал-лейтенант, академик, историк Дубровин, Николай Фёдорович написал — «Численность адыгских племен Натухажцы 60 000 чел — в 1835 г. и 20 000 чел — в 1858 г.»